# Nemorilla pyste
Nemorilla pyste är en tvåvingeart som först beskrevs av Walker 1849.  Nemorilla pyste ingår i släktet Nemorilla och familjen parasitflugor. Inga underarter finns listade i Catalogue of Life.